# Wächterkontrollsystem
Der Ausdruck Wächterkontrollsysteme bezeichnet Erfassungs- und Dokumentationssysteme mobil erbrachter Dienstleistungen. Im Unterschied zur herkömmlichen Stempeluhr verwaltet und dokumentiert nicht ein Zeiterfassungsgerät mehrere Mitarbeiter lokal. Vielmehr lesen und dokumentieren Wächterkontrollsysteme erbrachte Leistungen und besondere Vorkommnisse mehrerer Kunden durch einen mobilen Mitarbeiter. Wächterkontrollsysteme bestehen in der Regel aus den Komponenten:
- Mobile Datenleser (Scanner)
- Stechstellen oder Kontrollstellen
- Geräte zur Auslesung oder Programmierung der Geräte, sowie zur Übertragung der Daten zum PC
- Software zum Verwalten und Dokumentieren der erfassten Daten

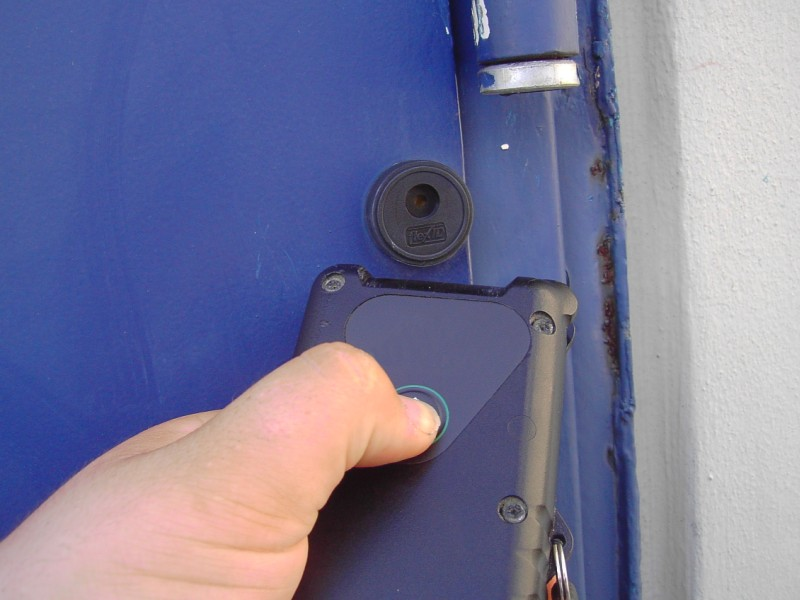
Ein Datensammler sowie eine Kontrollstelle eines Wächterkontrollsystems.

## Technik
In der Regel werden am Kontrollobjekt oder beim Kunden Lesestellen angebracht. Der mobile Dienstleister erfasst mit seinem Datensammler während der Kontrolle alle erforderlichen Daten. So gesammelte Daten können dann jederzeit als Bericht gedruckt und an Kunden gesendet werden. Auf diese Weise ist eine zeitliche, örtliche und ereignisbezogene Dokumentation von Kontrollen gewährleistet.
Wächterkontrollsysteme ermöglichen bei der Dokumentation mobil erbrachter Dienstleistungen eine leistungsorientierte Abrechnung.
Neben klassischen Systemen mit spezieller Hardware gibt es auch Wächterkontrollsysteme auf der Basis von NFC-Tags und Smartphones. Die Daten werden auf einem Server zwischengelagert und stehen für Rechneranwendungen zum Download zur Verfügung.
Anwendung finden Wächterkontrollsysteme bei:
- Wach- und Sicherheitsdienst
- Facilitymanagement
- Objekt- und Werkschutz
- Pflegedienst

Ein Wächterkontrollsystem wird auch Stechuhr und die Kontrollstellen auch Stechstellen genannt. Dies basiert auf den ersten Wächterkontrollsystemen, die mit einem Papierröllchen und einem Schlüsselstempel aufgezeichnet wurden. Der Wachmann trug eine Uhr mit sich, in die die verschiedenen Schlüssel passten. Diese wurden im Gerät einmal gedreht, wobei die Schlüsselnummer sowie die Uhrzeit auf dem Papierröllchen erfasst wurde. Somit konnte der Wachmann nachweisen, dass er zu einer bestimmten Zeit an einem bestimmten Ort gewesen ist.
Heute gibt es Wächterkontrollsysteme, die online und offline arbeiten. Die Daten können heute per SMS oder Mobilfunkdaten vom Gerät weltweit an jede beliebige Stelle gesendet und ausgewertet werden. So kann ein zweiter Wachmann z. B. sofort erkennen, wo sich sein Kollege gerade befindet. Ebenso hat die Zentrale ständig aktuelle Information über die letzten erfassten Standorte. Diese per GPS laufend zu ermitteln und dann zu übertragen ist technisch auch möglich, aber wegen der starken Belastung des Akkus problematisch.